# Michel-Marie Zanotti-Sorkine
Michel-Marie Zanotti-Sorkine, né le 8 janvier 1959 à Nice, est un prêtre catholique, prédicateur, écrivain et auteur-compositeur-interprète français.
D'abord musicien, il entre dans les ordres à la fin de sa vingtaine puis devient prêtre et prédicateur dans plusieurs églises et communautés catholiques. Il reprend sa carrière musicale et entreprend des activités littéraires en parallèle de ses fonctions ecclésiastiques.

## Biographie

### Enfance et éducation
Michel-Marie Zanotti-Sorkine est d'ascendance corse par son père et juive russe et italienne par sa mère. Son père est policier et sa mère professeur d'arts ménagers et de puériculture. Pendant son enfance, il rencontre un Salésien qui a une influence importante sur sa vie et il développe le souhait de devenir prêtre dès ses huit ans,. À l'âge de 13 ans, il perd sa mère. Il apprend à jouer plusieurs instruments pendant son enfance, notamment le piano et la guitare.
En 1977, il se produit au Café de Paris à Monte-Carlo et rencontre Tino Rossi,, qui l'aide à se lancer dans le milieu de la chanson,. En 1979, à l'âge de 20 ans, alors qu'il reçoit une proposition pour rejoindre un séminaire, il décide d'opter pour la musique et mène pendant 8 ans à Paris une carrière artistique de chanteur et de musicien, se produisant dans les pianos-bars et les cabarets de la capitale,. Pendant ses représentations de cette époque, il conserve une statuette de la Vierge Marie posée sur son piano,.

### Carrière ecclésiastique
Abandonnant sa carrière musicale en 1987, il entre à l'âge de 28 ans dans l’ordre dominicain. Il étudie la philosophie et la théologie à Toulouse, Bordeaux puis à l'Angelicum à Rome.
En 1991, il rejoint l’ordre franciscain, en Italie et en Roumanie, dont il sort à nouveau au bout de quatre ans. Il est ordonné prêtre le 30 mai 1999, par Bernard Panafieu, alors archevêque de Marseille, qui le nomme vicaire de la basilique du Sacré-Cœur.

#### Prêtre à Marseille
Après plusieurs affectations, il est nommé en 2004 curé de l'église Saint-Vincent-de-Paul, dite église des Réformés. Sa « personnalité atypique » et sa pastorale de la miséricorde séduisent : la fréquentation de la paroisse « qui vivotait avant son arrivée » passe à 500 fidèles. Cependant son profil de « franc-tireur » agace ceux qui considèrent « qu’il vide les églises alentour ». En 2011, il publie un livre d'entretiens intitulé Homme et prêtre : tourments, lumières et confidences. La même année, il fait installer dans l'église des Réformés une statue à l'effigie de Jean-Paul II qu'il avait commandée en prévision de sa béatification.
En juin 2014, Michel-Marie Zanotti-Sorkine annonce qu'il quitte l'église des Réformés pour exercer un ministère de confession à la chapelle Notre-Dame-de-la-Médaille-Miraculeuse à Paris. Cette entrée dans le diocèse de Paris lui permet de se rapprocher de Bruxelles où est installée la Fraternité des Saints Apôtres fondée un an auparavant et qu'il aurait inspirée. Cependant le père chapelain, à Paris, refuse de l'accueillir, inquiet de l'engouement qu'il suscite, et l'archidiocèse de Paris ne donne pas son autorisation.

#### Fraternité des Saints Apôtres
En 2013, André-Joseph Léonard, inspiré par Michel-Marie Zanotti-Sorkine, fonde la Fraternité des Saints Apôtres, association publique de fidèles cléricale de droit diocésain, le 7 avril 2013, en Belgique. À cette occasion, plusieurs évêques français émettent de sérieuses réserves auprès de leurs collègues belges en raison d'« un certain sectarisme » de Zanotti-Sorkine. À la même époque, Dominique Rey, évêque du diocèse de Fréjus-Toulon, refuse de poursuivre la formation des séminaristes de Zanotti parce que ceux-ci n’obéissaient qu’à leur mentor et refusaient la discipline du séminaire diocésain.
La fraternité est dissoute par Jozef De Kesel le 15 juillet 2016, qui justifie sa décision par le fait que les séminaristes sont majoritairement français,. Malgré un recours, la dissolution est rendue définitive par le pape François le 12 avril 2018,.

#### Chapelain au sanctuaire de Notre-Dame du Laus
Le 11 septembre 2014, Jean-Michel Di Falco l'associe à la mission pastorale des chapelains du sanctuaire de Notre-Dame du Laus dans le diocèse de Gap et Embrun. À partir du 1er novembre 2014, Michel-Marie Zanotti-Sorkine y assure le ministère de chapelain et de prédicateur. Il y reste jusqu'en 2016. Il réside par la suite chez les Auxiliaires du Cœur de Jésus à Paris. 

## Activités comme artiste et écrivain

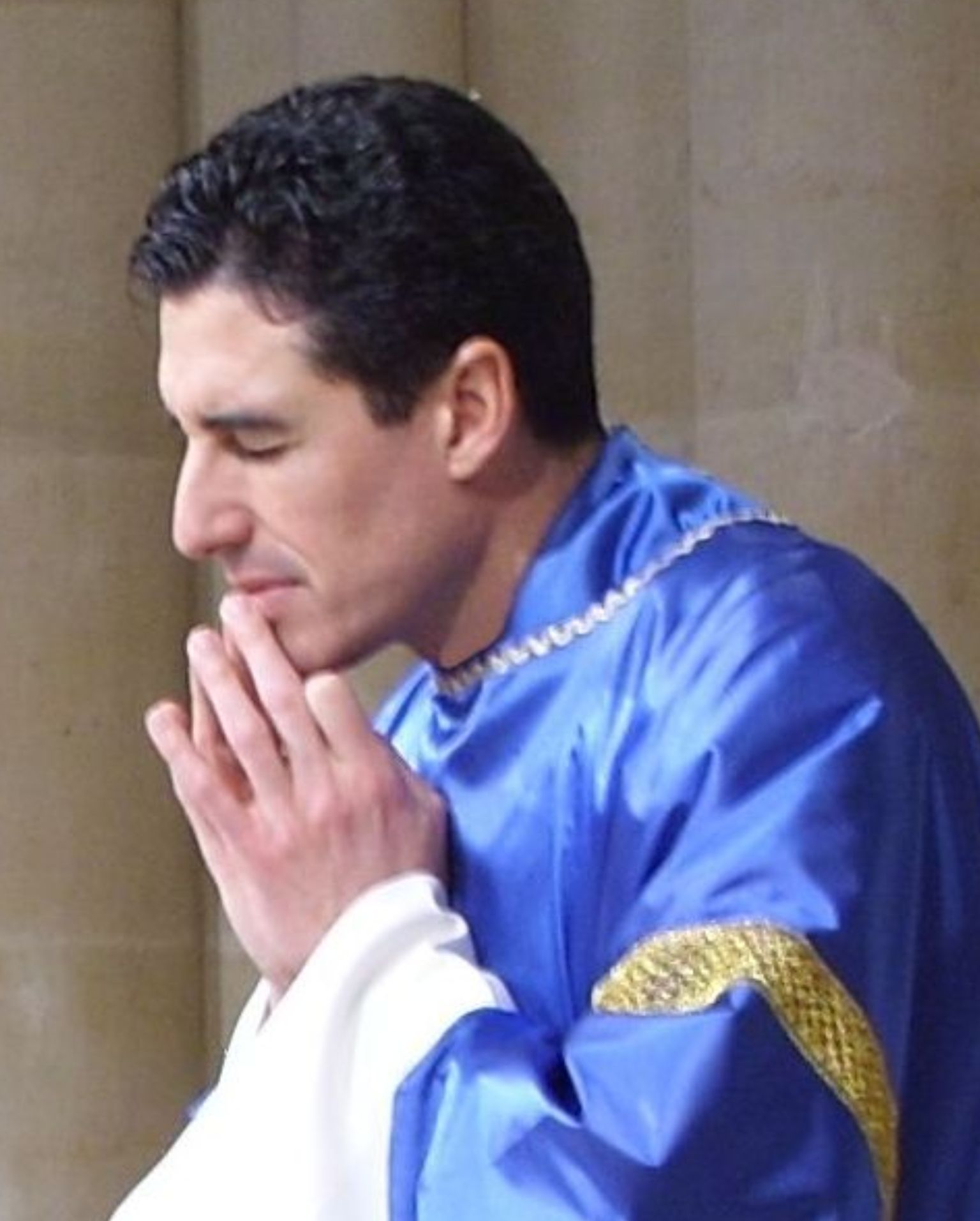
Zanotti-Sorkine en 2011.

En 2013, il réalise un court métrage Pour l'amour de l'amour, primé au festival Mirabile Dictu.
Son premier album Bonjour la vie sort le 24 mars 2017,. Il vend 10 000 disques en deux semaines. En 2019, D'un amour brûlant est le troisième livre le plus vendu par La Procure dans sa section religieuse.
En 2014, 2019, et 2022, Zanotti-Sorkine participe au Salon des écrivains catholiques à la mairie du VIe arrondissement de Paris, aux côtés, entre autres, de Jean Sévillia et de la créatrice de bande-dessinée, Nicole Lambert,,. 
En mai 2022, il sort un deuxième album Juste un peu d'amour. Il entame ensuite une tournée sur cet album au théâtre de Perpignan puis à la grande scène du Chesnay-Rocquencourt. En 2023, Dieu se promène en clandestin, atteint la sixième place de cette même catégorie. Certains de ses textes sont lus à l'église Sainte-Marie de Saint-Étienne en mars 2024. Son troisième album musical sort en février 2025[source secondaire souhaitée].

## Prises de position et orientations pastorales
Depuis la Roumanie où il réside, il compose une prière mariale à l'intention des personnes séropositives ou malades du sida. Encouragé par le Conseil pontifical pour la pastorale des services de la santé, et soutenu par Bernard Panafieu, il la diffuse en France et dans des pays francophones à partir de 2003.
Pendant la crise provoquée au sein de l'Église catholique en France par l'adoption en 2013 du mariage pour tous, qui politise la défense des valeurs familiales chez certains fidèles, Zanotti-Sorkine se déclare abstentionniste en politique car il « considère que le prêtre est l'homme de tous et qu'il doit être au-dessus de la mêlée », quoiqu'il ait été présenté en 2011 comme un soutien du maire de Marseille, Jean-Claude Gaudin.
En septembre 2018, il prend vivement la défense du pape François à la suite de la lettre ouverte de Carlo Maria Viganò, ancien nonce apostolique aux États-Unis, qui soutient que le pape était au courant des abus sexuels commis par le cardinal Theodore McCarrick. Il s'en prend à « la chasse aux sorcières, le retour en arrière sur les fautes des uns et des autres, la mise en lumière du péché d’autrui, [qui] n’appartiennent pas à l’essence de l’Évangile » Dans cette tribune, Zanotti-Sorkine dit que s'il « condamne fermement les actes pédophiles », il rappelle la nécessité d'accorder la miséricorde « sans relâche à ceux qui ont commis de telles horreurs [...] si l’on veut demeurer fidèle au Christ de l’Évangile ».
En 2019, après l'incendie de Notre-Dame de Paris, le prêtre publie une tribune dans Le Figaro où il fait l'éloge de ce qu'il appelle « la restitution de l’avenir à son passé » ; il écrit d'autres tribunes dans le même journal pour expliquer le sens de fêtes catholiques, présenter ses livres ou répondre à des questions,,,. 
Zanotti-Sorkine en appelle à une « révolution spirituelle », qui donne son titre à l'un de ses livres parus en 2020, invitant au retour à une vie fondée sur des principes religieux. Il soutient le port de la soutane pour les prêtres afin qu'ils soient reconnaissables par tous comme « hommes de Dieu ».

## Héritier et défenseur de Marie-Dominique et Thomas Philippe
Le rapport de la communauté Saint-Jean paru le 26 juin 2023 indique que la Fraternité des Saints-Apôtres, « instituée sous le patronage du père Michel-Marie Zanotti-Sorkine », se réclame de l'héritage de Marie-Dominique Philippe,.
Dans son article du 27 juin 2023 consacré aux « influences souterraines » de Marie-Dominique et Thomas Philippe, prêtres dominicains auteurs de nombreux abus sexuels, Céline Hoyeau, journaliste de La Croix, classe Michel-Marie Zanotti-Sorkine parmi les « fondateurs de communautés ayant été proches des frères Philippe et/ou figures ayant revendiqué leur influence sans pour autant être auteurs d'abus sexuels ». Il fait partie, selon elle, « des personnalités [qui] continuent de se réclamer de leur héritage, de les défendre ou de propager leurs enseignements. » Elle rappelle que Zanotti-Sorkine, lors de la première mise en cause en 2013 de Marie-Dominique Philippe pour des abus sexuels, a pris sa défense en ces termes dans un sermon : « Notre intelligence ne peut que se tromper lorsqu’elle se met à juger un être à partir de faits dont elle ne connaît pas les intentions qui les ont motivés. » La journaliste souligne que cette idée que « tout acte est pur, pourvu que l’intention le soit également » est précisément celle de Marie-Dominique Philippe, à la racine de ses abus. Elle évoque également la célébration le 25 mars 2021 d'une messe lors de l'exhumation du corps de Thomas Philippe, au cours de laquelle Michel-Marie Zanotti-Sorkine a pris sa défense en disant à son sujet : « Je ne sais pas précisément ce que le père Thomas a fait de mal ».
La partie de l'article qui attribue à Zanotti-Sorkine la défense de Marie-Dominique Philippe par la composition en 2013 d'une chanson en hommage à ce dernier, au moment où la Communauté Saint-Jean évoque pour la première fois, de manière encore voilée, ses abus sexuels sur des femmes, donne lieu à un rectificatif par La Croix, le 4 septembre 2023. La chanson, intitulée Quand un fils rend hommage à son Père, avait été composée en 2011, à l'occasion de la naissance 99 ans auparavant de Marie-Dominique Philippe, et non en 2013, comme dit de manière erronée dans l'article.

## Œuvres

### Publications
- De l'amour en éclats, Ad Solem, 2003, 135 p. (ISBN 9782884820202)
- De sa part, Douze lettres de saint Dominique écrites post gloriam, Ad Solem, 2005, 123 p. (ISBN 9782884820431)
- À l'âge de la Lumière, Dialogue avec la pensée des hommes, en collaboration avec Marie-Dominique Philippe, Ad Solem, 2005, 344 p. (ISBN 9782884820561)
- La passion de l'amour, Ad Solem, 2008, 79 p. (ISBN 9782940402212)
- Cette nuit, l'éternité, éditions de L'Œuvre, 2009, 157 p. (ISBN 9782356310507)
- Homme et prêtre : tourments, lumières et confidences : Entretien avec Jean-Robert Cain, Ad Solem, 2011, 455 p. (ISBN 9782940402946)
- Au diable la tiédeur, Robert Laffont, 2012, 101 p. (ISBN 9782221133903)
- Marie, mon secret, conversation avec la Vierge, Liamar International Publishing Group, 2012, 173 p. (ISBN 9782363550064) - version DVD, chez La Victoire de l'Amour, 2018.
- Croire, Questions éternelles, réponses actuelles, Éditions Artège, 2012, 103 p. (ISBN 9782360401222)
- Homme et prêtre, tourments, lumières, confidences, Ad Solem, 2013, 464 p. (ISBN 9791090819207)
- Le Passeur de Dieu, Robert Laffont, 2013, 165 p. (ISBN 9782221140949)
- L'amour : une affaire sacrée, une sacrée affaire, éditions du Rocher, 2014, 121 p. (ISBN 9782268076218)
- Lettre ouverte à l'Église du troisième millénaire, Robert Laffont, 2015, 58 p. (ISBN 9782221190302)
- Quand je ne serai plus là, Robert Laffont, 2015, 77 p. (ISBN 9782221188972)
- Bonté divine !, Éditions Artège, 2016, 157 p. (ISBN 9791033600848)
- Le jeune homme parfait - La jeune fille parfaite, Robert Laffont, 2017, 121 p. (ISBN 9782221198339)
- Marie, la vie d'une femme (ill. François-Xavier de Boissoudy), Paris, De Corlevour, 2017, 62 p. (ISBN 9782372090445)
- L'Évangile à coeur ouvert, Paris, Robert Laffont, 2018, 512 p. (ISBN 978-2-221-22003-0)
- D'un amour brûlant : Qui n'a jamais rêvé de recevoir une lettre du Christ ? Eh bien la voici !, Paris/Perpignan, Artège Editions, coll. « Art.Christiani. », 2019, 158 p. (ISBN 979-10-336-0892-9)
- Pour une révolution spirituelle : Les 13 commandements de l'urgence évangélique, Artège Editions, 2020, 120 p. (ISBN 979-1033610182)
- Dieu se promène en clandestin, Robert Laffont, 2022, 295 p. (ISBN 9782221263563)
- Le corps de Dieu ou le pont de Prague, Liamar Multimedia, 2024, 96 p. (ISBN 978-2363550965)

### Discographie

#### Prêches
- Un cœur de feu, Coffret de 5 CD, 2015 (ASIN B00SWE2SGK)

#### Chanson
- Une idée folle, CD, 2011
- Père Marie-Do, CD, 2011, en hommage à Marie-Dominique Philippe[46]
- Bonjour la vie, CD, Warner Music, 2017 (ASIN B01N6U0ORD)
- Juste un peu d'amour, CD, Éditions Artège, 2022 (ASIN B095JNJ4K2)
- Je suis avec vous, CD, Éditions Artège, 2025  (EAN 9791033616177)

### Filmographie
- Pour l'amour de l'amour. Prix du court-métrage 2023 au un festival international Mirabile Dictu.